# Edén Rock
Edén Rock es una localidad balnearia, en el municipio de San Carlos, departamento de Maldonado, Uruguay. 

## Ubicación
La localidad se encuentra situada en la zona sur del departamento de Maldonado, sobre las costas del océano Atlántico, junto a la ruta 10, unos 20 km al este de la península de Punta del Este. Limita al oeste con el balneario San Vicente y al este con el balneario Santa Mónica.
Allí se encuentra el Punta del Este Polo & Country Club, donde se realizan torneos de polo durante el verano. El Seven de Punta del Este se realiza allí desde la temporada 2015.

## Población
Según el censo de 2011, la localidad cuenta con una población permanente de 8 habitantes, la cual se ve incrementada en los meses de verano, debido al turismo.
| 3             | 10 | 8 |
| (Fuente: INE) |    |   |